# RAT (turbina)
RAT - Ram Air Turbine je majhna vetrna turbina na letalih, ki se uporablja v zasilnih primerih, kot je npr. odpoved vseh motorjev in APU naprave. RAT je po navadi spravljena v strani trupa ali pa krila in se aktivira, ko je potrebno. Prinicip delovanja je isti kot pri običajni vetrni turbini, zrak premikajočega letala zadane lopatice in tako vrti rotor, ki poganja hidravlično črpalko ali pa električni generator. Proizvedena energija se uporablja za pogon najbolj pomembnih naprav kot so npr. krmilni sistem in hidravlika. 
RAT se v praksi sorazmerno redko uporablja, ker ima običajno vsak motor svoj generator in hidravlično črpalko, poleg tega ima še APU svoj generator. Tako je verjetnost izgube vseh sistemov zelo majhna. 
Prvo potniško letalo s RAT-om je bil Vickers VC10 iz 1960ih. Airbus A380 ima največjo RAT turbino s premerom 1,63 metra, običajne imajo po navadi premer okrog 80 cm. Razpon moči je okrog 5-70 kW.
RAT turbine se široko uporabljajo tudi v vojaških letalih.
Glavna proizvajalca RAT sistemov v ZDA sta Honeywell in Hamilton Sundstrand.

## Primeri uporabe RAT
- Air Canada let 143; bolj znan kot Gimli jadralnik
- Air Transat let 236
- Ugrabitev letala Ethiopian Airlines let 961
- Hapag-Lloyd let 3378
- Pinnacle Airlines let 3701
- US Airways let 1549[1]